# Lovrich József
Lovrich József, teljes nevén Lovrich József Pál Gusztáv (Pest, 1868. március 19. – Budapest, 1935. május 30.) orvos, szülész-nőgyógyász, egyetemi tanár, egészségügyi főtanácsos.

## Élete
Apja Lovrich Gusztáv (1840–1916) fővárosi köz- és váltóügyvéd, a Magyar Országos Központi Takarékpénztár és a Szatmár-Nagybányai Vasút igazgatója, anyja Harácsek Emma (1847–1916) volt. Testvérei Lovrich István (1867–1935) ügyvéd, kormányfőtanácsos és Lovrich Gyula (1873–1924) ügyvéd.
Középiskolai tanulmányait 1877 és 1885 között a Kegyes Tanítórendiek Budapesti Főgimnáziumban végezte. 1892-ben a Budapesti Tudományegyetem Orvostudományi Karán szerezte meg orvosi oklevelét. 1891-ben a Kórbonctani és Kórszövettani Intézet 2. tanársegédeként kezdte pályáját. 1895-ben állami utazási ösztöndíjjal közel másfél évre külföldre ment, ahol négy hónapot a bécsi kórbonctani intézetben, négy hónapot a lipcsei női klinikán Zweifel oldalán, majd 10 hónapot Párizsban, a Pasteur Intézetben töltött.
1896-tól az I. sz. Szülő- és Nőbeteg Kóroda (I. sz. Női Klinika) gyakornoka, 1899-től 2. tanársegéde, 1903. április 1-től 1913-ig 1. tanársegéde volt. 1906-ban a nőgyógyászati műtéttan című tárgykörből magántanárrá habilitálták. 
1913 februárjában a kultuszminiszter Dirner Gusztáv halálával megüresedett bábaképzőintézeti igazgatónak nevezte ki. 1922-ben megkapta a címzetes nyilvános rendkívüli egyetemi tanári címet.
1908 szeptemberétől tizennégy éven tagja volt az állami Munkásbiztosítási Tanácsnak, illetve 1921-től a Tanács alelnöke volt. 1913 februárja óta az Igazságügyi Orvosi Tanács rendes tagja. 1918 őszén megválasztották az Országos Stefánia Szövetség Anyák és Csecsemők védelmére Egyesület orvosi tanácsának szülészeti igazgatójává. Több szülőotthon felállítása fűződik a nevéhez.
Halálát tüdőrák okozta.
A budapesti Farkasréti temetőben helyezték nyugalomra.

## Művei
- Rendes helyen tapadó lepény időelőtti leválásának esete. (Orvosi Hetilap, 1899, 30.)
- Adatok a kürt-terhesség repedéséhez. (Orvosi Hetilap, 1900, 4.)
- Az I. számú női klinikán használatos gyógyeljárások. Budapest, 1904
- Az extractióról Mueller szerint. Budapest, 1904
- A scopolamin narcosisról. Budapest, 1904
- Adatok a primaer abdominális terhesség kérdéséhez. (Orvosi Hetilap, 1907, 12.)
- A méhrepedésről. (Orvosi Hetilap, 1907, 52.)
- Bábaismeretek. Budapest, 1929